# Траоре, Махама Джонсон
Маха́ма Джо́нсон Траоре́ (фр. Mahama Johnson Traoré; 1 января 1942, Дакар, Сенегал — 8 марта 2010, Париж, Франция) — сенегальский кинорежиссёр и продюсер.

## Биография
Окончил киношколу в Париже. Его дебютный короткометражный фильм «Ад дураков» показал неравное положение африканских студентов во Франции.

## Избранная фильмография

### Режиссёр
- 1969 — Ад дураков /
- 1969 — Девушка / Diankha-Bi
- 1970 — Женщина / Diegue-Bi
- 1972 — Суровый город / Reou-Takh
- 1972 — Ламбай / Lambaaye
- 1974 — Кактус /
- 1975 —  / Garga M'Bosse
- 1975 — Нжангаан / N'Diangane
- 1980 — Человек из далека /
- 1983 —  / Sarax-si

### Продюсер
- 1972 —  / Reou-Takh
- 1973 — Возвращение Суперфлая / Super Fly T.N.T.